# Cambarus gentryi
Cambarus gentryi är en kräftdjursart som beskrevs av Hobbs 1970. Cambarus gentryi ingår i släktet Cambarus och familjen Cambaridae. IUCN kategoriserar arten globalt som livskraftig. Inga underarter finns listade i Catalogue of Life.